# 大青山 (内蒙古)

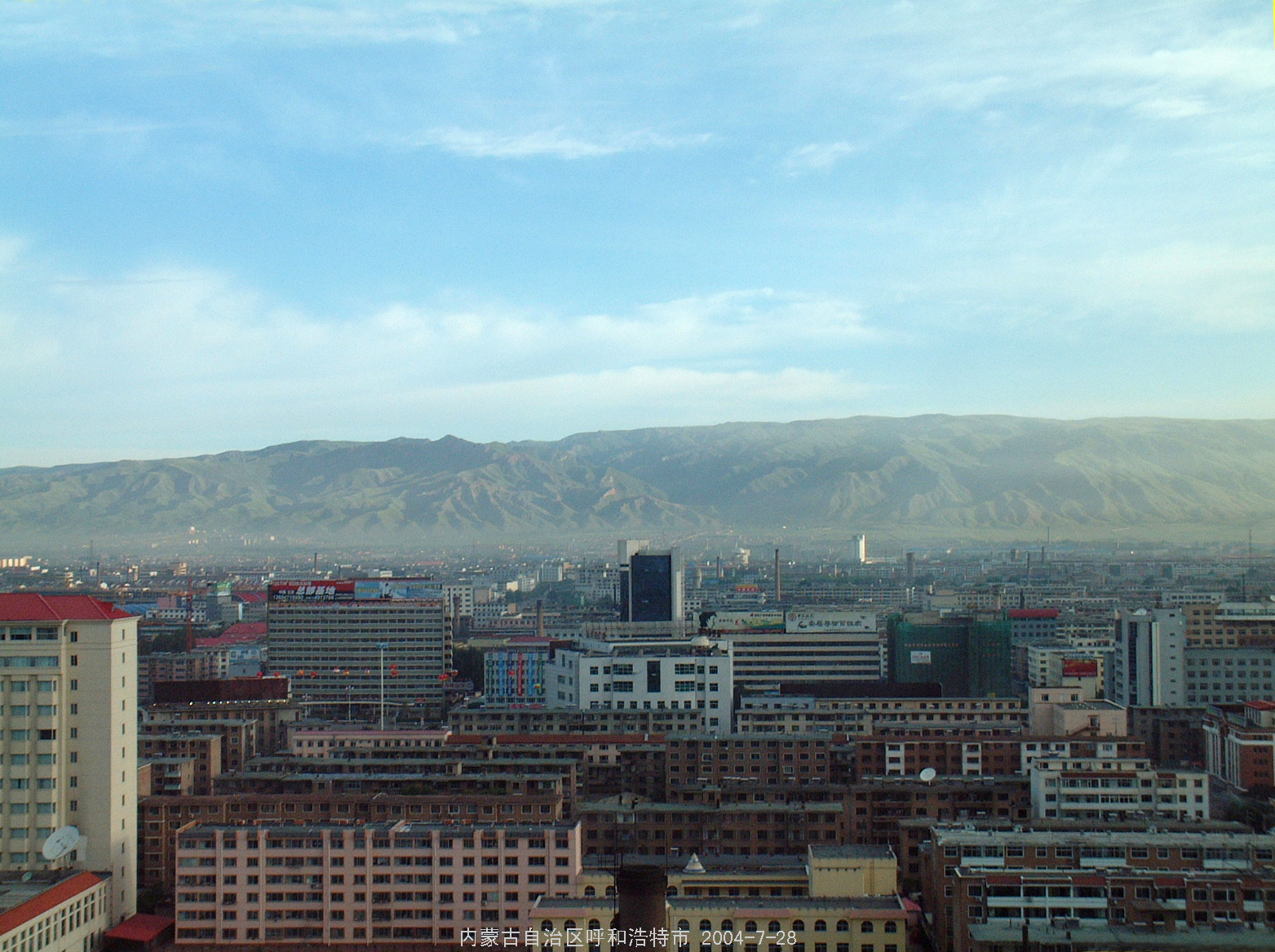
呼和浩特北面的大青山

大青山是位于内蒙古自治区境内的阴山山脉的中段，即狭义的阴山。古稱「倒塌岭」、「哈剌兀那」，明清著作中又稱作「哈朗兀」、「喀朗烏」、「漠喀喇」等，蒙语称“漠喀喇”，即黑山的意思。
大青山东西走向，绵延约150多千米，海拔1500到2000米。主峰在土默特右旗北，海拔2338米。南坡较陡，濒临黄河和大黑河谷地，土默川平原；北坡较缓，过渡到乌兰察布高原。其西端在包头以昆都仑河为界，河东是大青山，河西是乌拉山。其东端接烏蘭察布市察哈尔右翼中旗的灰腾梁。大青山的吴公坝（古白道谷）和昆都仑沟（鄂博口）为南北交通要道。辽代属西京道，设有倒塌岭节度使，统辖阴山以北、戈壁以南地区，是兵家必争之地。现内蒙古自治区首府呼和浩特即位于大青山南麓。
山上有丰富的森林资源、动物资源和矿物资源。山上还有大青山公园、五一水库、滴水岩等景区；另外还有大青山烈士公墓。
抗日战争期间大青山游击队在此出没。2006年10月1日内蒙古大青山野生动物园在大青山南麓开放。

## 文化影响
- “大青山”是呼和浩特卷烟厂的香烟品牌。
- 出身于呼和浩特的日本相扑力士大青山大介的四股名源于此山。